# Руссе, Пьер
Пьер Руссе (фр. Pierre Rousset, род. в 1946 году) — французский левый активист, специалист по азиатским революциям и орнитолог, стоявший у истоков сохранения диких видов в парке Бомон в Монтрёе. В молодости был видным деятелем леворадикального студенческого движения во время парижских протестов «Красного мая» 1968 года и входил в руководство Воссоединёного Четвёртого Интернационала.

## Биография

### Сын борца Сопротивления
Пьер Руссе — сын публициста Давида Руссе, исключённого из СФИО за сближение с Троцким и ставшего оппозиционным троцкистом, а затем левым голлистом. В годы Второй мировой войны Давид Руссе участвовал в Движении Сопротивления, был арестован в 1943 году, стал узником нацистских концлагерей и получил премию Ренодо 1946 году за книгу о них.
Его сын защищал память и доброе имя отца, распространяя после его смерти его тексты о мире концлагерей и добившись от L'Humanité признания грубой ошибки в изложении его биографии.
Страстный орнитолог-любитель, Пьер Руссе с девяти лет делал зарисовки серых цапель. Его товарищи-активисты мая 1968 года знали его как человека, умеющего в совершенстве имитировать звуки птиц.

### Учёба в Париже и левый активизм
С 1965 года он учился в Париже, поскольку его увлекали история и география. Он был активным членом Союза студентов-коммунистов, пока его не исключили в 1966 году и он поучаствовал в создании Революционной коммунистической молодёжи.
Участвуя в протестах против войны во Вьетнаме, подвергался нападениям и получал серьёзные травмы: 11 декабря 1966 после демонстрации против перед средней школой Вольтера, атакованной ультраправой группировкой «Запад», перенёс трепанацию черепа.
В 1966—1967 годах в Париже с Анри Вебером, Домиником Мелем, Даниэлем Бенсаидом и сёстрами Жозеттой и Жанин Трат принадлежал к «социально-философскому» кружку, собиравшемуся на улице Буассоннад, в подвале квартиры его отца Давида Руссе .
Активно участвовал в революционных событиях «Красного мая» 68 года. В феврале 1968 участвовал в большой демонстрации в Берлине с Руди Дучке. 3 мая 1968 года был схвачен полицейскими во дворе Сорбонны, и его задержание мобилизовало остальных студентов. Во время ночи на баррикадах получил ранение в глаз при попытке отбросить обратно гранату силовиков, ослеп на восемь дней. Получил условный срок за «перевозку продукции, которая может быть использована для изготовления взрывчатки для латиноамериканских активистов», на свободу выпущен в конце августа 1968 года.
В начале 1970-х годов он входил в руководство Коммунистической лиги. В 1972 году вместе с Даниэлем Бенсаидом сменил Анри Вебера во главе Специальной комиссии (CTS), ответственной за охрану мероприятий Коммунистической лиги. После столкновений с ультраправыми и полицией 21 июня 1973 года в Париже, послуживших поводом для властей запретить КЛ, Пьер Руссе и другой лидер КЛ Ален Кривин были арестованы, а его отец Давид Руссе отвечал за посредничество, которое позволило организации возобновить свою деятельность под названием Революционная коммунистическая лига при условии роспуска CTS.
Руссе-младший изучал азиатские революции как соучредитель Фронта солидарности с Индокитаем. В 1973 году написал книгу, посвящённую Коммунистической партии Вьетнама. С 1974 года он регулярно ездил в Азию, где наладил связи с местными движениями и писал многочисленные статьи по этим вопросам в ежедневную газету Rouge. В 1981—1982 годах проводил информационные сессии по Юго-Восточной Азии.
В 2020 году, написав дань уважения своему другу Марселю Барангу, умершему от рака, он вспоминал о своей политической борьбе в Юго-Восточной Азии.

### Защита окружающей среды
Пьер Руссе участвовал в обустройстве парка Бомон на месте бывшего гипсового карьера для строительства персиковых стен города Монтрёй. Увидев орнитологическое богатство этого места, он убедил местную ратушу, управлявшуюся коммунистической партией, провести природоохранный эксперимент.
В 1990-х годах, когда муниципалитет Монтрёя начал преобразовывать земли, на которых располагались бывшие карьеры, он добился сохранения здесь участков дикой природы, являюшихся убежищем для редких видов. В 1999 году по его указанию парк был структурирован.

## Публикации
- Communisme et nationalisme vietnamien : le Vietnam entre les deux guerres mondiales, éd. Galilée, 1978.
- Le Parti communiste vietnamien, éditions Maspero, Paris, 1975.